# NGC 4133
NGC 4133 é uma galáxia espiral barrada (SBb) localizada na direcção da constelação de Draco. Possui uma declinação de +74° 54' 16" e uma ascensão recta de 12 horas, 08 minutos e 49,3 segundos.
A galáxia NGC 4133 foi descoberta em 12 de Dezembro de 1797 por William Herschel.